# Diecezja Bom Jesus do Gurguéia
Diecezja Bom Jesus do Gurguéia (łac. Dioecesis Boni Iesu a Gurgueia) – diecezja Kościoła rzymskokatolickiego w Brazylii. Należy do metropolii Teresina i wchodzi w skład regionu kościelnego Nordeste IV. Została erygowana przez papieża Benedykta XV bullą Ecclesiae universae w dniu 18 czerwca 1920 jako prałatura terytorialna Bom Jesus do Piauí. W 1981 podniesiona do rangi diecezji uzyskała obecną nazwę.

## Główne świątynie
- Katedra: Katedra Matki Bożej Miłosierdzia w Bom Jesus

## Biskupi

### Prałaci terytorialni
- Pedro Pascual Miguel y Martínez OdeM (1924–1926)
- Ramón Harrison Abello OdeM (1926–1928)
- Inocéncio Lopez Santamaria OdeM (1930–1958)
- José Vázquez Díaz OdeM (1958–1981)

### Biskupi diecezjalni
- José Vázquez Díaz OdeM (1981–1989)
- Ramón López Carrozas OdeM (1989–2014)
- Marcos Antônio Tavoni (od 2014)